# Посадка судна на мілину

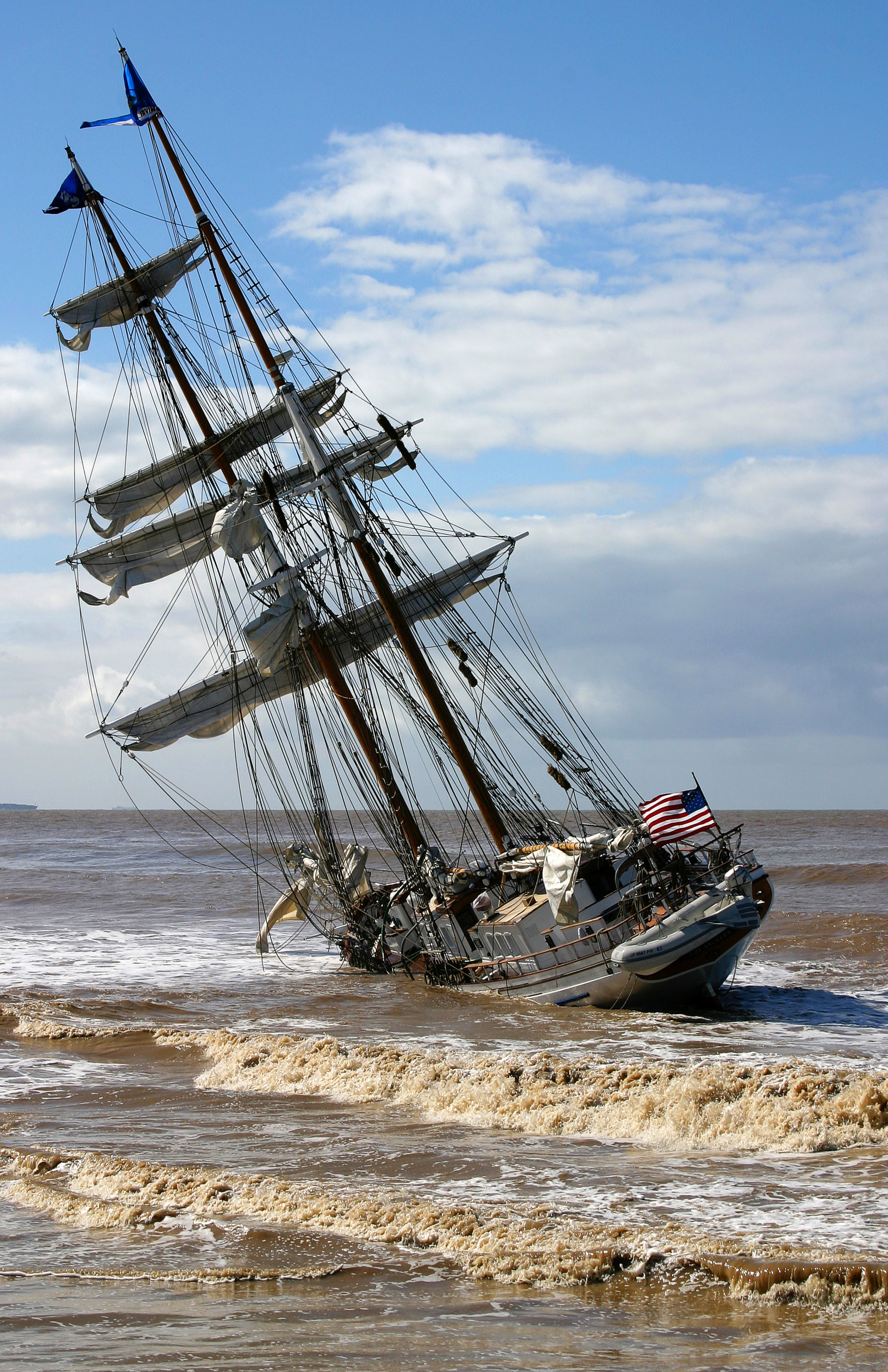
Irving Johnson (корабель) на мілині біля канальних островів, Каліфорнія

Посадка судна на мілину — зіткнення корабля з дном або пологим берегом річки (мілиною). Може бути як навмисним, з метою висадки екіпажу чи вивантаження, або з метою обслуговування чи ремонту, чи ненавмисним, у випадку аварії.